# Santa Ana (Chihuahua)
Santa Ana, también llamada Oscar Soto Maynez es una localidad del estado mexicano de Chihuahua y es la localidad más poblada del municipio de Namiquipa, del que tiene carácter de sección municipal.
Se localiza a una latitud de 29°01’59, longitud 107°28'15, en una altitud de 1,888 m s. n. m.
Población en 2010 según dato del INEGI es de 2.978 habitantes, este es el primer lugar en el municipio.
En el pueblo se encuentra la iglesia de Santa Ana.